# 前眼窩窓

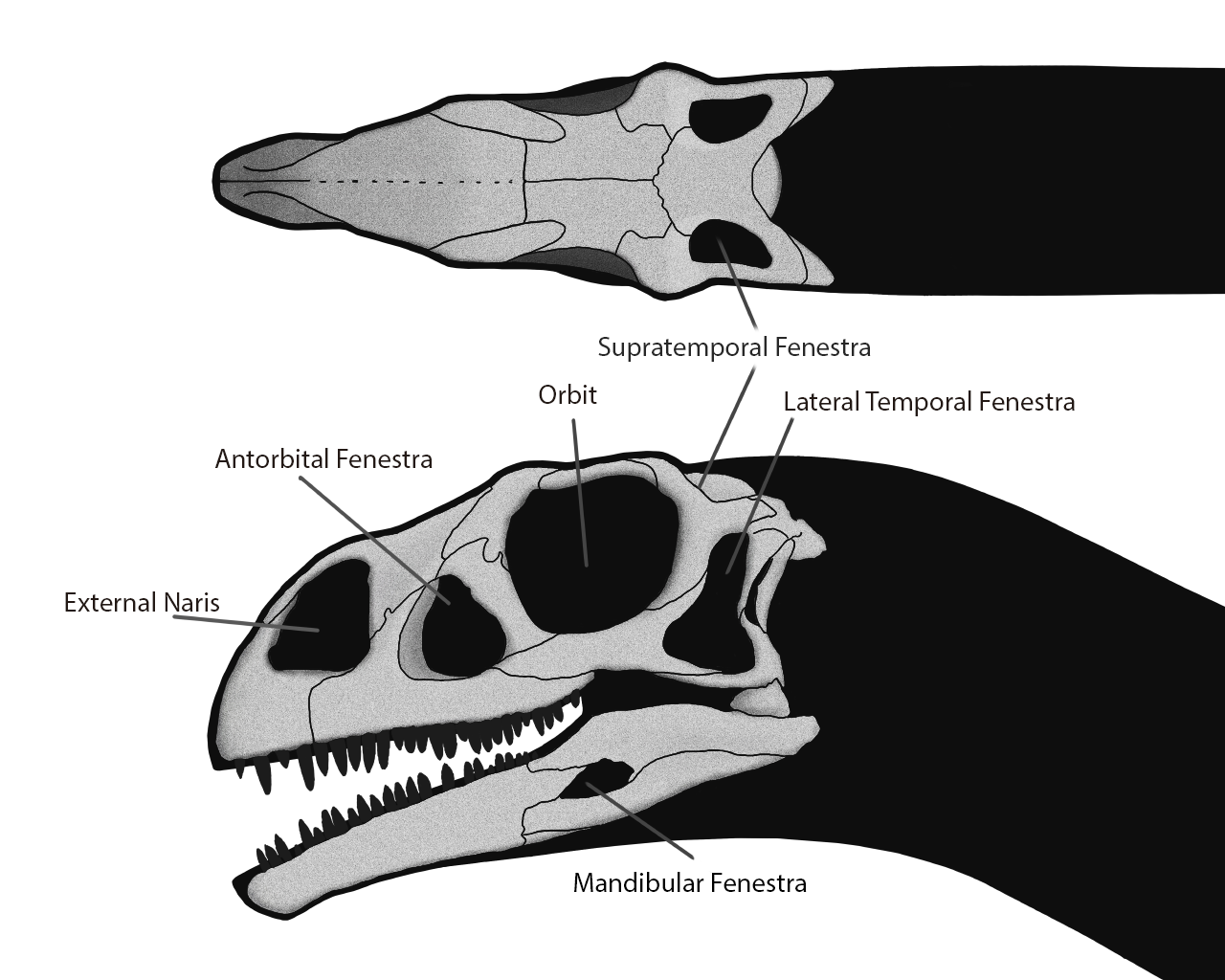
マッソスポンディルスにおける前眼窩窓と頭骨のその他の穴の関係

前眼窩窓（ぜんがんかそう、英: antorbital fenestra）は、眼窩の前方に存在する頭骨の穴である。ある種の主竜類では、穴が塞がったものの窪みとしてその場に存在し、前眼窩窩と呼ばれる構造に変化したものもいる。

## 構造
この頭骨の特徴は主竜類に大きく関連し、三畳紀に初めて出現した。現生の主竜類および鳥類には前眼窩窓が存在する一方、ワニ目では失われている。ワニ目が前眼窩窓を失ったことは、咬合力を要する構造と摂食の仕草に関連すると考えられている。前眼窩窓は隣接する鼻殻と繋がった副鼻腔を持つ。ワニ目では前眼窩窓が骨の壁で覆われているが、前眼窩洞は残っている。
獣脚類の恐竜では前眼窩窓は頭骨における最大の開口部となっている。体系的には、前眼窩窓の存在は系統群としてテタヌラ類を形成する共有派生形質であると考えられている。対照的に、大多数の鳥盤類の恐竜では前眼窩窓は退化傾向にあり閉塞していることすらある。前眼窩窓が消失している例としてはハドロサウルス科やプロトケラトプス属などがあり、特にプロトケラトプスはこの閉じた前眼窩窓という形質により他の角竜類から区別される。

## 機能
前眼窩窓の役割には諸説あり、側頭窓と同様に筋肉の付着部を提供して咬合力の向上に寄与した説、物体を噛む際に生じる応力に対する耐久性を高めて頭蓋骨を強化した説、気嚢システムの一部として空気を入れて呼吸に関与した説が提唱されている。